# 张瑛 (大学士)
张瑛（1373年—1436年），字子玉，顺德府邢台县人，是明朝宣德年间的华盖殿大学士。

## 生平
张瑛是明宣宗朱瞻基在东宫的旧臣，宣德元年（1426年）三月癸丑，明宣宗以行在礼部侍郎张瑛兼华盖殿大学士，直文渊阁。宣德二年（1427年）二月，张瑛晋礼部尚书兼华盖殿大学士。宣德四年（1429年）十月张瑛改任南京礼部尚书，正统元年（1436年）十月，张瑛去世，享年六十二岁。